# Barrage de Jons
Le barrage de Jons est un barrage sur le Rhône, situé à l'orée du canal de Miribel, à l'emplacement de la division du fleuve en canal de Miribel et en canal de Jonage. Même si, le nom usuel du barrage évoque la proche commune de Jons, celui-ci se trouve entièrement sur le territoire de Niévroz. L'objet principal de ce barrage, est de permettre de limiter le débit du canal de Miribel, pour ainsi favoriser celui du canal de Jonage sur lequel est implantée la centrale hydroélectrique de Cusset.

## Présentation
Le projet a d'abord pris du retard, après avoir nourri l'intense spéculation boursière des années 1920 sur l'hydroélectricité. Finalement construit entre 1934 et 1937, selon les plans des architectes Robert Giroud et Antonin Chomel, le barrage est destiné à limiter le débit du canal de Miribel. Ainsi le débit du canal de Jonage est favorisé et cela permet d'augmenter la puissance de la centrale hydroélectrique de Cusset. Le barrage est également pourvu de turbines souterraines destinées à la production d'électricité et qui permet de restituer un débit constant au canal de Miribel, ceci depuis 1966.
Il est par ailleurs constitué de cinq ouvertures d'environ 17 mètres chacune. Sur la rive gauche (du canal de Miribel), une tour « pointue » d'environ 46 mètres de haut est érigée.